# TT316
TT316 (Theban Tomb – Thebanisches Grab Nummer 316) ist die moderne Bezeichnung für das Grab des Bogenträgers Neferhotep, der im späten Mittleren Reich lebte.
Das Grab wurde in der Grabungskampagne 1922 bis 1923 von einem amerikanischen Team unter der Leitung von Herbert E. Winlock in der thebanischen Nekropole gefunden. Es handelt sich um ein einfaches, undekoriertes Korridorgrab. Bemerkenswert ist eine Nische über dem Eingang der Grabanlage, in der sich zwei Würfelhocker fanden. Der Hof vor dem Grabeingang hatte eine Eingangskapelle, was wiederum eine architektonische Seltenheit darstellt. Weitere Funde im Grab waren unter anderem eine Fayencefigur eines Nilpferdes und eine stilisierte Frauenfigur aus Fayence.
Das Grab befindet sich in der Nähe anderer, großer Grabanlagen, die in das frühe Mittlere Reich datieren. Wahrscheinlich allein aus diesem Grund wurden dieses Grab und Neferhotep auch in diese Zeit gesetzt. Die Funde (stilisierte Frauenfigur, Nilpferd), sowie der Stil der gefundenen Statuen belegen jedoch, dass Neferhotep in die späte 12. oder in die 13. Dynastie zu datieren ist. Die Grabanlage selbst mag älter sein.